# Ultrapuur water
Ultrapuur water is water dat bijna volledig vrij is van verontreinigingen als magnesium- en calciumionen en carbonaat. Bij toepassingen als de bereiding van stoom is dit zeer belangrijk omdat alle verontreinigingen anders in de stoomketel achterblijven en de overdracht van warmte uit de ketel naar de stoom belemmeren. Ook bij andere toepassingen, zoals het maken van silicium voor de halfgeleiderindustrie is het beschikbaar hebben van zeer zuiver water belangrijk.
Bij de bereiding van ultrapuur water wordt vaak gebruikgemaakt van ionenwisselaars. De laatste jaren is het gebruik van membraantechnologie ook sterk in opmars.
De geleidbaarheid van ultrapuur water bij 25 °C is slechts 0,055 microsiemens/centimeter. Dit is ook de theoretisch berekende geleidbaarheid van zuiver water. Dit betekent dat minder dan 1 ppb uit ionen mag bestaan. 
De pH van het ultrapure water ligt op 7. Echter, omdat ultrapuur water bijna geen buffercapaciteit heeft is de pH met een gewone pH-meter niet goed te meten; het getal wat de pH-meter aangeeft zegt in dat geval meer over de kwaliteit van de pH-elektrode en de elektronica van de pH-meter dan over het water wat gemeten wordt. Als je de pH wilt meten van zeer zuiver water is lakmoespapier vaak betrouwbaarder dan een pH-meter.